# Koçgiri-Aufstand
Der Koçgiri-Aufstand auch Ümraniye Hadisesi (dt.: Vorfall von Ümraniye) fand 1920 in der Provinz Sivas statt. Benannt wurde er nach dem Eşiret der Koçgiri, die in Sivas verbreitet waren und an die 190 Dörfer in dem Gebiet besaßen. Insgesamt lebten dort an die 140.000 Menschen.

## Verlauf
Die erste Phase begann im Juli 1920 und wurde nach Bekanntwerden des Friedensvertrages von Sevres intensiver. Sèvres sicherte Kurden und Armeniern eigene Nationalstaaten oder zumindest Autonomie zu.
Im November 1920 kamen die Führer des Aufstandes in İmranlı zusammen, um ihre Ziele zu formulieren. Am 8. Dezember forderten die Führer der Koçgiri in einem Telegramm an Mustafa Kemal die Einrichtung eines unabhängigen Kurdistans. Es sollte die Provinzen Diyarbakir, Mamuret ül-Aziz, Van und Bitlis umfassen. Sie beriefen sich dabei auf den Vertrag von Sèvres und drohten mit Waffengewalt.
Ankara nahm die Forderungen der Rebellen nicht ernst und spielte auf Zeit. Kurdische Abgeordnete aus Ankara sollten die aufständischen Stämme dazu bewegen, den anti-republikanischen und vom sogenannten Kürdistan Teali Cemiyeti gelenkten Aufstand zu beenden.

Koçgiri-Kämpfer in Sivas Imranli

Am 8. Dezember wurde Nuri Dersimi verhaftet, neben Alişer ein weiterer wichtiger Wortführer. Auf Druck von Said Rıza gab Ankara nach und ließ Dersimi frei. Trotz der Appelle der Separatisten setzte Ankara seine Armeen in Bewegung, so dass die Milizen eine wichtige Straße in Koçgiri besetzten. Die Rebellen bildeten eine provisorische Regierung, und ab da weiteten sich die Kämpfe aus. Ankara indes versuchte mit einer Delegation, die Milizen zu beschwichtigen, unter anderem sollten die kurdischen Gebiete von kurdischen Beamten regiert und Kurdisch offizielle Sprache werden. Am 10. März verhängte Ankara das Kriegsrecht. Dagegen wollten die Milizen einen kurdisch sprechenden Gouverneur mit türkischem Stellvertreter für Koçgiri. Die Türkische Regierung akzeptierte das nicht und wollte obendrein, dass alle Armenier in dem Gebiet Koçgiri an Ankara übergeben werden. Die Kämpfe intensivierten sich und Ankara brannte mehrere Dörfer nieder. Einige Rebellen zogen sich nach Dersim zurück und kehrten dann wieder nach Koçgiri zurück. Einer der Führer Haydar Bey wurde mit weiteren 14 seiner Leute zum Tode verurteilt. 65 weitere Anführer wurden in Abwesenheit zum Tode verurteilt. Eine Delegation traf sich mit Kurden in Erzincan, die ein 24-Punkte-Memorandum vorlegten. Sie forderten kurdische Schulen, Reparationen und einen kurdisch sprechenden Gouverneur. Zunächst akzeptierte Ankara dies, widerrief es aber später wieder.
Der Aufstand wurde am 17. Juni 1921 durch Nureddin Pascha blutig niedergeschlagen, und viele Anführer sollten schließlich hingerichtet werden.